# Retraction Watch
Retraction Watch – blog poświęcony retrakcjom artykułów naukowych oraz tematom pokrewnym. Został uruchomiony w sierpniu 2010 roku, a jego twórcami są dziennikarze naukowi: Ivan Oransky (były wiceprezes Medscape ds. redakcyjnych) oraz Adam Marcus (redaktor Gastroenterology & Endoscopy News). Blog funkcjonuje w ramach Center for Scientific Integrity – amerykańskiej organizacji non-profit.